# Tonin Tërshana
Tonin Tërshana, född 1 juni 1949 i Shkodra, död 22 september 2015 i Tirana, var en albansk sångare. Han var mest känd för sina tre segrar i Festivali i Këngës (1965, 1972 och 1983). 
Tërshana var en av de mest framgångsrika inom den albanska musikfestivalen Festivali i Këngës med sina tre vinster. 1965 vann han för första gången med låten "Të dua o det". 1972 vann han med låten "Erdhi pranvera" och 1983 vann han med låten "Vajzë moj, lule moj". Endast den legendariska albanska sångerskan Vaçe Zela lyckades vinna fler gånger, då hon vann 10 gånger.
Tërshana avled den 22 september 2015 i Albaniens huvudstad Tirana efter att en längre tid ha lidit av sjukdom. Han hade för sina gärningar inom albansk musik tilldelats orden Mjeshtër i madhë.